# Masacrul de la podul Brčko

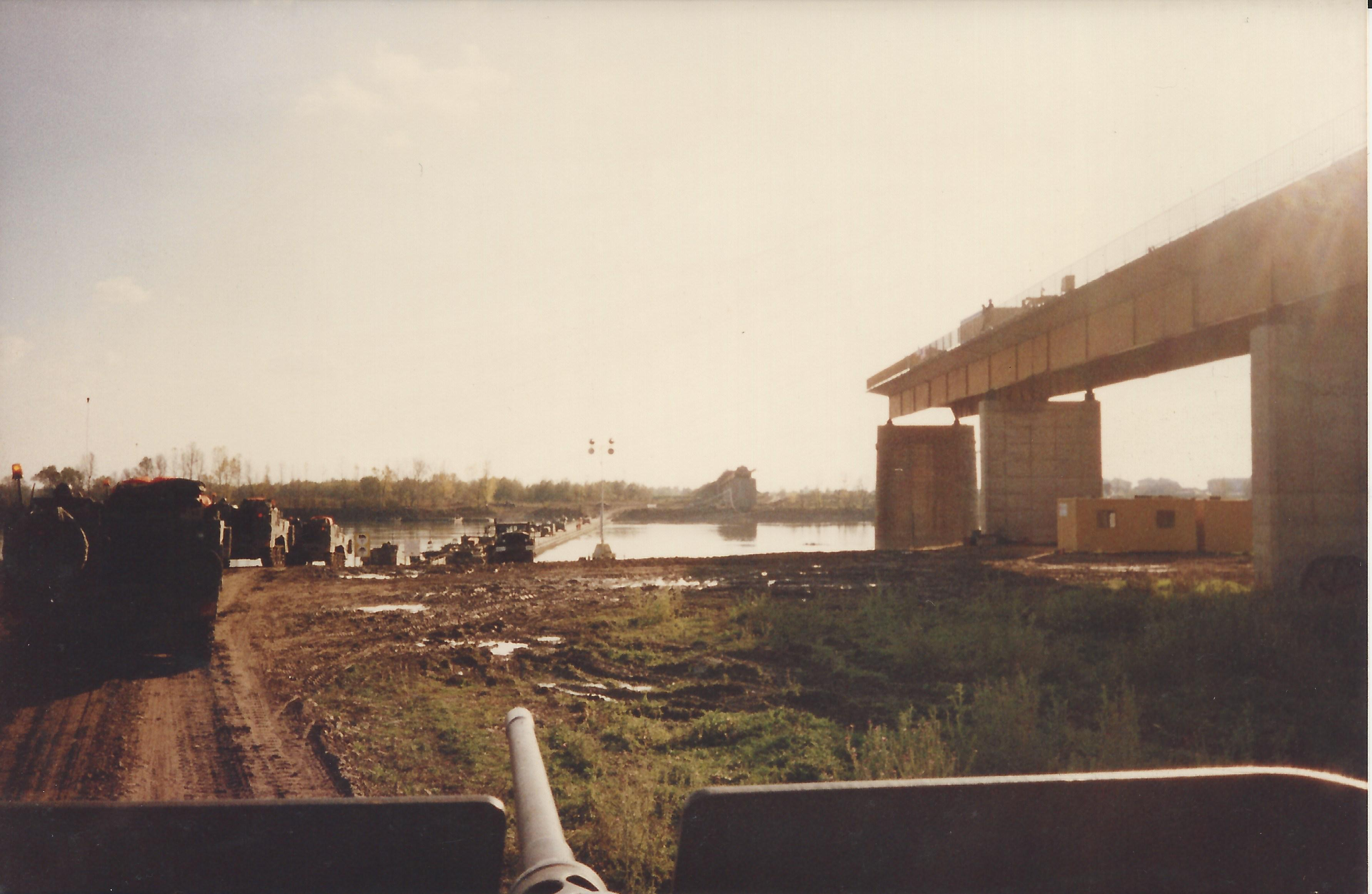
Vehicule ale armatei SUA cu trupe care traversează râul Sava folosind un pod cu pontoane. Podul Brčko, văzut în dreapta, a fost distrus în 1992 și era încă în curs de reconstrucție de către Corpul de Ingineri al Armatei Statelor Unite când această fotografie a fost făcută în 1996.

Masacrul de la podul Brčko a fost un masacru cu aproximativ 100 de victime civile de naționalitate croată și bosniacă, care a avut loc în dimineața zilei de 30 aprilie 1992. Podul Brčko de peste râul Sava, care făcea legătura între Gunja (Croația) și Brčko (Bosnia și Herțegovina), a fost aruncat în aer în mod deliberat în timp ce civilii îl traversau. Autorii acestui act criminal au fost militari sârbi bosniaci necunoscuți. Nimeni nu a fost tras la răspundere pentru acest masacru.
Unele surse susțin că autorii au fost membri ai paramilitarilor Vulturii Albi și Garda Voluntară Sârbă.